# کالا پاشا
کالا پاشا (انگلیسی: Kalla Pasha؛ ‏ ۵ مارس ۱۸۷۹ – ۱۰ ژوئن ۱۹۳۳) کشتی‌گیر، هنرمند وودویل و بازیگر اهل ایالات متحده آمریکا بود.
از فیلم‌هایی که وی در آن نقش داشته‌است، می‌توان به پذیریش مردمی، عشق، شرافت و سلوک، پائین مزرعه، قهرمان یک شهر کوچک، دیکتاتور، راگلزهای رد گپ، شیطان رقاص، نمایش نمایش‌ها و کبوتر اشاره کرد.